# WTA de Guadalajara 1 de 2022
O WTA de Guadalajara 1 de 2022 foi um torneio de tênis feminino disputado em quadras duras na cidade de Zapopan, no México. Tratou-se do 1º evento feminino de elite de Guadalajara em 2022 e do 2º de categoria WTA 250, da série Abierto (Akron) Zapopan.

## Simples

### Cabeças de chave
| Cabeça | Ranking1 | Jogadora            |
| ------ | -------- | ------------------- |
| 1      | 12       | Emma Raducanu       |
| 2      | 27       | Madison Keys        |
| 3      | 32       | Sara Sorribes Tormo |
| 4      | 47       | Camila Osorio       |
| 5      | 48       | Nuria Párrizas Díaz |
| 6      | 56       | Sloane Stephens     |
| 7      | 75       | Misaki Doi          |
| 8      | 79       | Zheng Qinwen        |

- 1 Rankings de 14 de março de 2022.[2]

### Outras entradas
As seguintes jogadoras receberam convites para a chave principal:
- Catherine McNally
- Katie Volynets
- Renata Zarazúa

A jogadora entrou na chave principal usando ranking protegido:
- Daria Saville

As seguintes jogadoras entram na chave principal passando pelo qualificatório:
- Hailey Baptiste
- Lucia Bronzetti
- Caroline Dolehide
- Brenda Fruhvirtová
- Viktória Kužmová
- Rebeka Masarova

### Desistências
Antes do torneio
- Rebecca Peterson → substituída por  Viktoriya Tomova
- Zheng Saisai → substituída por  Zhu Lin

- Emma Raducanu (lesão no quadril esquerdo)
- Lesia Tsurenko (lesão no cotovelo esquerdo)
- Anna Kalinskaya (lesão nas costas)

## Duplas

### Cabeças de chave
| Cabeça | Ranking1 | Equipe            | Equipe             |
| ------ | -------- | ----------------- | ------------------ |
| 1      | 153      | Elixane Lechemia  | Ingrid Neel        |
| 2      | 156      | Hailey Baptiste   | Catherine McNally  |
| 2      | 189      | Kaitlyn Christian | Lidziya Marozava   |
| 4      | 197      | Ryan Harrison     | Sabrina Santamaria |

- 1 Rankings de 14 de fevereiro de 2022.

### Outras entradas
As seguintes duplas receberam convites para a chave principal:
- Lucia Bronzetti /  Sara Errani
- Laura Pigossi /  Renata Zarazúa

A seguinte dupla entrou como alternate:
- Wang Xinyu /  Zhu Lin

### Desistências
Antes do torneio
- Hailey Baptiste /  Catherine McNally → substituída por  Wang Xinyu /  Zhu Lin
- Rebecca Peterson /  Anastasia Potapova → substituída por  Misaki Doi /  Miyu Kato

## Finais
| Categoria | Campeã(s)                          | Vice-campeã(s)     | Resultado     | Chave(s)  | Chave(s)       |
| --------- | ---------------------------------- | ------------------ | ------------- | --------- | -------------- |
| Simples   | Sloane Stephens                    | Marie Bouzková     | 7–5, 1–6, 6–2 | principal | qualificatório |
| Duplas    | Kaitlyn Christian Lidziya Marozava | Wang Xinyu Zhu Lin | 7–5, 6–3      | principal | principal      |